# Volkszählung in Tonga
Eine Volkszählung in Tonga findet in dem südpazifischen Inselstaat Tonga auf Anweisung des zuständigen Ministers statt, in der Regel alle fünf Jahre. Volkszählungen seit Unabhängigkeit wurden 1956, 1966, 1976, 1986, 1996, 2006 und 2011 vom „Tonga Department of Statistics“ durchgeführt. Diese wird vom Secretariat of the Pacific Community unterstützt. Grundlage ist der Statistics Act aus dem Jahr 1988.

## Ergebnisse
Größtes Dorf ist mit 7442 Einwohnern Kolomotu'a auf Tongatapu.
| Wahlkreis    | Einwohner (2006) | Einwohner (2011) | Einwohner (2016) |
| ------------ | ---------------- | ---------------- | ---------------- |
| Tongatapu 1  | 7442             | 7855 ▲           | 74.685 ▼         |
| Tongatapu 2  | 7288             | 7481 ▲           | 74.685 ▼         |
| Tongatapu 3  | 7945             | 8009 ▲           | 74.685 ▼         |
| Tongatapu 4  | 7203             | 7661 ▲           | 74.685 ▼         |
| Tongatapu 5  | 6951             | 7109 ▲           | 74.685 ▼         |
| Tongatapu 6  | 7095             | 7909 ▲           | 74.685 ▼         |
| Tongatapu 7  | 7167             | 7686 ▲           | 74.685 ▼         |
| Tongatapu 8  | 6730             | 7093 ▲           | 74.685 ▼         |
| Tongatapu 9  | 6969             | 7233 ▲           | 74.685 ▼         |
| Tongatapu 10 | 7255             | 7380 ▲           | 74.685 ▼         |
| ʻEua 11      | 5206             | 5016 ▼           | 4950 ▼           |
| Haʻapai 12   | 3767             | 3082 ▼           | 6144 ▼           |
| Haʻapai 13   | 3803             | 3534 ▼           | 6144 ▼           |
| Vavaʻu 14    | 5369             | 5295 ▼           | 13.740 ▼         |
| Vavaʻu 15    | 5265             | 5207 ▼           | 13.740 ▼         |
| Vavaʻu 16    | 4871             | 4420 ▼           | 13.740 ▼         |
| Ongo Niua 17 | 1665             | 1282 ▼           | 1232 ▼           |
| GESAMT       | 101.991          | 103.252 ▲        | 100.745 ▼        |